# Fiskabogölen
Fiskabogölen är en sjö i Gislaveds kommun i Småland och ingår i Ätrans huvudavrinningsområde. Sjöns area är 0,01 kvadratkilometer och den är belägen 160 meter över havet.